# Patrizia Pesaresi
Patrizia Pesaresi (Ancona, 5 agosto 1952 – Roma, 25 luglio 2018) è stata una scrittrice, psichiatra e psicanalista italiana; si è occupata di giallo, noir, gotico ed esoterico. Con Giancarlo De Cataldo ha fondato l'associazione "Profondo giallo".

## Biografia
Dopo gli studi classici nella città natale, si è laureata in medicina e chirurgia all'Università Cattolica del Sacro Cuore a Roma. Conseguita la specializzazione in psichiatria, ha completato la formazione psicoanalitica ed ha iniziato l'attività libero-professionale. È stata membro associato della Società psicoanalitica italiana e della International Psychoanalytical Association.
Il debutto letterario è nel 1985, col racconto Uno per tutti, vincitore del Premio Gran Giallo Città di Cattolica premiato al Mystfest di Cattolica, pubblicato una prima volta nella collana “Giallo Mondadori” e, in seguito, più volte in antologie e riviste, tradotto in Francia e – secondo Loris Rambelli, critico e storico della letteratura poliziesca italiana – “destinato a rimanere nella storia del giallo italiano come uno dei migliori testi brevi del suo genere”.
Danila Comastri Montanari, maestra del giallo storico italiano, cita Uno per tutti. Il trittico del fieno nel suo Giallo Antico. Come si scrive un poliziesco storico.
Il primo romanzo della Pesaresi Ancor non vi fu donna (ambientato a Spoleto, durante un allestimento del mozartiano Così fan tutte per il Festival dei Due Mondi) è del 1985 ma è stato pubblicato solo nel 2004 dalla Libreria dell'Orso di Pistoia è stato tra i titoli selezionati per il premio Scerbanenco 2004.
Il suo secondo romanzo, Dopo la prima morte, è un thriller dell'anima ambientato tra le Marche e il Dorset, edito da Dario Flaccovio Editore. Di questo libro, Giancarlo De Cataldo ha dichiarato: "Quando il passato è un’ossessione e l’innocenza un sogno impossibile. Un noir inquietante che riecheggia le atmosfere cupe e raffinate della migliore Ruth Rendell”; il romanzo è entrato nella cinquina dei finalisti al premio Scerbanenco 2005 e l'ha consacrata – come ha scritto Gianfranco Orsi, già direttore del Giallo Mondadori ed esperto di letteratura poliziesca – “scrittrice tra le più innovative e originali del noir di oggi”.
È stata relatrice al Convegno Roma Noir, convegno organizzato dal dipartimento di Scienze documentarie, linguistico-filologiche e geografiche dell'Università di Roma La Sapienza,  dedicato al romanzo nero contemporaneo.

## Le tematiche
La produzione di Patrizia Pesaresi può essere suddivisa in tre filoni principali: intrighi d'ambientazione storica, noir psicologico, racconto gotico esoterico (non di rado contaminato da elementi polizieschi)
Al primo filone appartengono il racconto d'esordio, Uno per tutti, Dal deliquio del tuo sonno (antico Egitto ma non solo...) e la serie di racconti che vedono protagonista il Barone Scarpia (nella Tosca, il reggente di polizia), impegnato a dipanare intrighi delittuosi e talvolta affiancato da Athanasius Van Houten, ex-gesuita ed ex-archiatra pontificio.
Al secondo filone appartengono i due romanzi pubblicati, e molti dei racconti, sia editi che inediti: ad esempio  Il Vedovo, Col favore delle tenebre, Effetto Kulesov, L'ultimo ad averla vista viva.
Il filone gotico-esoterico si avvia con Deviazione e prosegue coi racconti Il più profondo dei suoi desideri, Le pentole e i coperchi e Come siede solitaria la città. Con Sotto mentite spoglie prende forma compiuta: romanzo storico (è ambientato a Roma nella primavera del 1940, sul set della Corona di ferro di Alessandro Blasetti), poliziesco classico (il non-solito commissario Tagliaferri indaga...), vede come protagonista il mago inglese Aleister Crowley, di cui Patrizia Pesaresi rende in questo e in altri romanzi che lo vedono protagonista (talvolta come indagato, altre volte come investigatore), una personale e assai libera re-interpretazione

## Opere

### Racconti pubblicati
- Uno per tutti (Premio Gran Giallo di Cattolica, 1985) – Il Giallo Mondadori n. 1919. Poi in Mystères 88. Le livre du poche, 1988. In Delitto per iscritto. Il racconto giallo italiano G. B. Palumbo Ed. 1997, in Giallo a Cattolica, Guaraldi, 2003.
- Affari di cuore (1986) – Il Giallo Mondadori n. 1963, 1986.
- Una questione di stile (1987)  (racconto di spionaggio) Segretissimo n. 1078, 1987.
- Contabbandieri (1987) Delitti di carta n. I, 1997 poi nell'antologia Un mare di delitti, Laurum ed., 2007.
- Vino d'annata (1988) (apocrifo con Sherlock Holmes di A. C. Doyle) in Febbre Gialla n. 5/6, 1988.
- Tutto ciò che nuota striscia o cammina (2002), nell'antologia Killers & Co., a cura di G. F. Orsi, Sonzogno, 2003.
- Il vedovo (2002) in Confidenze n. 49, 2004, Mondadori.
- Deviazione (1989) nell'antologia Le ragazze con la pistola – Dario Flaccovio Editore, 2004.
- L'ultimo ad averla vista viva (2003) in Delitti di carta, anno VII, n. 4, 2005.
- Scarpia ed il caso di coscienza (2005) nell'antologia Choco-killer Morganti ed., 2005.
- Il più profondo dei suoi desideri (2005) nell'antologia Toscana in giallo, Felici ed., 2006.
- Effetto Kulesov (2005), nell'antologia Crimini Etruschi, Laurum ed., 2006.
- La versione di Scarpia (2002), nell'antologia Sette colli in nero, a cura di G. F. Orsi, Alacran, 2006.
- Duca e il professore, apocrifo con Duca Lamberti di G. Scerbanenco, nell'antologia Il ritorno del Duca, a cura di G. F. Orsi, Garzanti, 2007.
- Scarpia e il delitto nella cattedrale (2007) nell'antologia History & Mystery, a cura di G. F. Orsi Piemme 2008.
- Dal deliquio del tuo sonno (2002) nel Giallo Mondadori n. 2956, luglio 2008.
- Come siede solitaria la città! [racconto ambientato a Roma nell’ottobre 1943], nell'antologia Crimini di regime, Pitigliano (GR), Editrice Laurum, 2008.
- Il momento tra il cane e il lupo, in A. Colitto, P. Pesaresi, V. Varesi, L'invidia, Piemme, 1. edizione della collana «Peccati in nero», 2012

### Romanzi pubblicati
- Ancor non vi fu donna (1985) – Libreria dell'Orso, 2004.
- Dopo la prima morte (2003) – Dario Flaccovio, 2005.

### Racconti inediti
- Col favore delle tenebre (2002)
- Le pentole e i coperchi (2003)
- Un corpo di troppo (2006)

### Romanzo inedito
- Sotto mentite spoglie (2004)